# ホラーアニメ
ホラーアニメは、恐怖感を味わって楽しむことを想定して制作されている娯楽を目的としたジャンルのアニメーションである。
| 目次 | 目次 | 目次 | 目次 | 目次 | 目次 | 目次 | 目次 | 目次 | 目次 | 目次 |
| ---- | ---- | ---- | ---- | ---- | ---- | ---- | ---- | ---- | ---- | ---- |
| わ   | ら   | や   | ま   | は   |      | な   | た   | さ   | か   | あ   |
|      | り   |      | み   | ひ   |      | に   | ち   | し   | き   | い   |
| を   | る   | ゆ   | む   | ふ   |      | ぬ   | つ   | す   | く   | う   |
|      | れ   |      | め   | へ   |      | ね   | て   | せ   | け   | え   |
| ん   | ろ   | よ   | も   | ほ   |      | の   | と   | そ   | こ   | お   |

## 主な作品

### あ
- 悪偶 -天才人形-
- 惡の華
- Another
- 怪 〜ayakashi〜
- 暗黒神伝承 武神

### い
- 伊藤潤二『コレクション』
- 今際の国のアリス
- 淫獣エイリアン
- 淫獣教師

### う
- 吸血姫美夕
- 吸血姫美夕 (テレビアニメ)
- ヴァンパイヤー戦争
- うしおととら

### え
- M3〜ソノ黒キ鋼〜

### お
- 王様ゲーム The Animation
- オーバー・ザ・ガーデンウォール
- おくびょうなカーレッジくん
- 鬼切丸
- 鬼点睛

### か
- 怪奇ゾーン グラビティフォールズ
- 怪談レストラン
- 怪物王女
- カクレンボ
- がっこうぐらし!
- 学校の怪談 (テレビアニメ)
- 学校のコワイうわさ 新・花子さんがきた!!
- 学校のコワイうわさ 花子さんがきた!!
- カラダ探し
- カルラ舞う!
- 喰霊-零-

### き
- ギョ
- 恐怖新聞

### く
- GREGORY HORROR SHOW

### け
- ゲゲゲの鬼太郎 (テレビアニメ第1シリーズ)
- ゲゲゲの鬼太郎 (テレビアニメ第2シリーズ)
- ゲゲゲの鬼太郎 (テレビアニメ第3シリーズ)
- ゲゲゲの鬼太郎 (テレビアニメ第4シリーズ)
- ゲゲゲの鬼太郎 (テレビアニメ第5シリーズ)
- ゲゲゲの鬼太郎 (テレビアニメ第6シリーズ)
- 結界師 (アニメ)

### こ
- ゴーストハント
- コープスパーティー Tortured Souls -暴虐された魂の呪叫-
- Call Me トゥナイト
- こどものこわい話
- こわぼん

### さ
- さんかれあ

### し
- 屍鬼
- 地獄先生ぬ〜べ〜
- 地獄堂霊界通信
- ショコラの魔法

### せ
- 世界の闇図鑑

### た
- ダークキャット
- 黄昏乙女×アムネジア

### ち
- 超神伝説うろつき童子

### て
- 悪魔の花嫁 蘭の組曲
- デジタル・デビル物語 女神転生 (OVA)
- デビルマンレディー
- デジモンゴーストゲーム

### と
- 東京魔人學園剣風帖 龖
- 東京喰種トーキョーグール
- TOKKO 特公
- 富江
- ドロヘドロ

### に
- 人魚シリーズ

### ぬ
- ぬらりひょんの孫

### は
- バイオ・ハンター
- バイオレンスジャック
- ハイスクールミステリー学園七不思議
- ハッピーシュガーライフ
- 吸血鬼ハンターD

### ひ
- ひぐらしのなく頃に (アニメ)

### ふ
- 藤子不二雄Aの夢魔子

### へ
- ヘル・ターゲット

### ほ
- 螢子 (アダルトゲーム)
- ホワイトシャドウ

### み
- ミッドナイトホラースクール

### む
- ムヒョとロージーの魔法律相談事務所

### も
- 妄想代理人
- 魍魎の匣
- モノノ怪
- モンスター・ハウス (映画)

### や
- 闇芝居
- 闇の司法官ジャッジ

### ゆ
- 幽幻怪社

### よ
- 妖怪アパートの幽雅な日常
- 妖怪ウォッチ シャドウサイド
- 妖怪人間ベム
- 妖獣都市
- 妖魔 (アニメ)

### り
- LILY-C.A.T.

### る
- ルーツ・サーチ 食心物体X